# Muzeum Henryka Sienkiewicza w Oblęgorku
Pałacyk Henryka Sienkiewicza w Oblęgorku – zabytkowy pałac Henryka Sienkiewicza we wsi Oblęgorek w gminie Strawczyn, siedziba oddziału Muzeum Narodowego w Kielcach.

## Powstanie muzeum
Muzeum powstało 26 października 1958 roku z inicjatywy dzieci pisarza, córki Jadwigi Korniłowicz i syna Henryka Józefa. W roku 1948 zwrócili się oni do ówczesnego Ministerstwa Kultury i Sztuki aby w dworku tym utworzyć Muzeum Pamiątek po swym ojcu. Propozycja ta zyskała poparcie władz państwowych i przy finansowej pomocy Prezydium Wojewódzkiej Rady Narodowej w Kielcach oraz Społecznego Funduszu Odbudowy Stolicy i Kraju pomysł ten wszedł w życie. W 1956 roku darczyńcy aktem notarialnym przekazali Skarbowi państwa pałacyk wraz z 2 ha parku. Prace remontowe rozpoczęły się w roku 1957. Duży wkład miał Ryszard Andruszkiewicz, prezes Komitetu Sienkiewiczowskiego działającego przy Centrali Przemysłu Ludowego i Artystycznego („Cepelii”) w Poznaniu. Pierwszym kustoszem muzeum została synowa Henryka Sienkiewicza Zuzanna.
Prace przygotowawcze zostały rozpoczęte przez „Cepelię” w Poznaniu i Łodzi. Wykonały one odnowę i renowację mebli i tkanin. Zapłata za te prace pozostała częścią daru dla muzeum. Całościową oprawę wystawy zorganizowała kustosz Muzeum Świętokrzyskiego – Aleksandra Dobrowolska.
1 stycznia 1976 roku Muzeum Henryka Sienkiewicza w Oblęgorku stało się oddziałem Muzeum Narodowego w Kielcach.

## Historia
W 1900 roku, z okazji 25-lecia pracy literackiej, dla przyszłego noblisty polskie społeczeństwo zorganizowało zbiórkę na zakup majątku w Oblęgorku i ufundowało go w podziękowaniu za jego pracę. Z tej okazji został utworzony obywatelski komitet, który miał przygotować program dla obchodów jubileuszowych.
Akt notarialny podpisano w Kielcach 18 lipca 1900 roku w obecności radcy Tadeusza Kowalskiego i księdza Zygmunta Chełmickiego, którzy występowali z ramienia komitetu oraz osoby sprzedającej, rejenta Mieczysława Halika. Majątek odkupiono za kwotę 51 249 rubli i 59 kopiejek. Na majątek składało się łącznie 515 mórg, w tym: 240 mórg lasu, 160 mórg pola ornego, 90 mórg łąki oraz park, sad itp. Za pozostałe po wykupieniu majątku środki pochodzące ze zbiórki zakupiono dla pisarza inwentarz (60 sztuk bydła, 6 koni, oraz maszyny i narzędzia rolnicze).
Na tę okoliczność rzeźbiarz Pius Weloński wykonał z białego marmuru popiersie pisarza. Dworek zaprojektowany przez warszawskiego architekta Hugona Kudera zbudowano w 1895, okolice wokół pałacyku, 49 ha ziemi zaprojektował i urządził warszawski ogrodnik Franciszek Szanior. Droga do pałacyku prowadzi przez Czerwoną Bramę a dalej przez aleję lipową.
XIX-wieczny dworek zbudowany został w stylu eklektycznym w latach 1900–1902 na terenie starego parku. Od strony frontowej zwieńczony jest charakterystycznym kamiennym husarzem. Nad wejściem, powyżej drzwi balkonowych, umiejscowiony został kamienny kartusz z herbem Oszyk Sienkiewiczów. Pałacyk powstał na bazie istniejącego już tam myśliwskiego domku rodziny Tarłów (najstarszej części dworku), zwanego Tarłówką oraz pawilonu myśliwskiego zbudowanego w 1895 roku przez ówczesnego właściciela rejenta Mieczysława Halika, zwanego dziś Halikówką
Okolice wokół dworku otacza duży park w stylu angielskim, w którym dominują stare dęby i lipy oraz ogród, którym opiekowała się trzecia żona pisarza Maria z rodziny Babskich i córka Dzinia.
Uroczystość wręczenia pisarzowi aktu notarialnego wraz z całą, 4-tomową dokumentacją odbyła się w czasie jubileuszowych obchodów w dniu 22 grudnia 1900 roku. W podziękowaniu Henryk Sienkiewicz powiedział:

Tę pracę moją kraj wynagradza... Z serca wyrywa mi się tylko okrzyk: Dzięki krajowi, dzięki wam panowie z Komitetu...

W roku 1935 w Oblęgorku został odnaleziony testament Henryka Sienkiewicza.

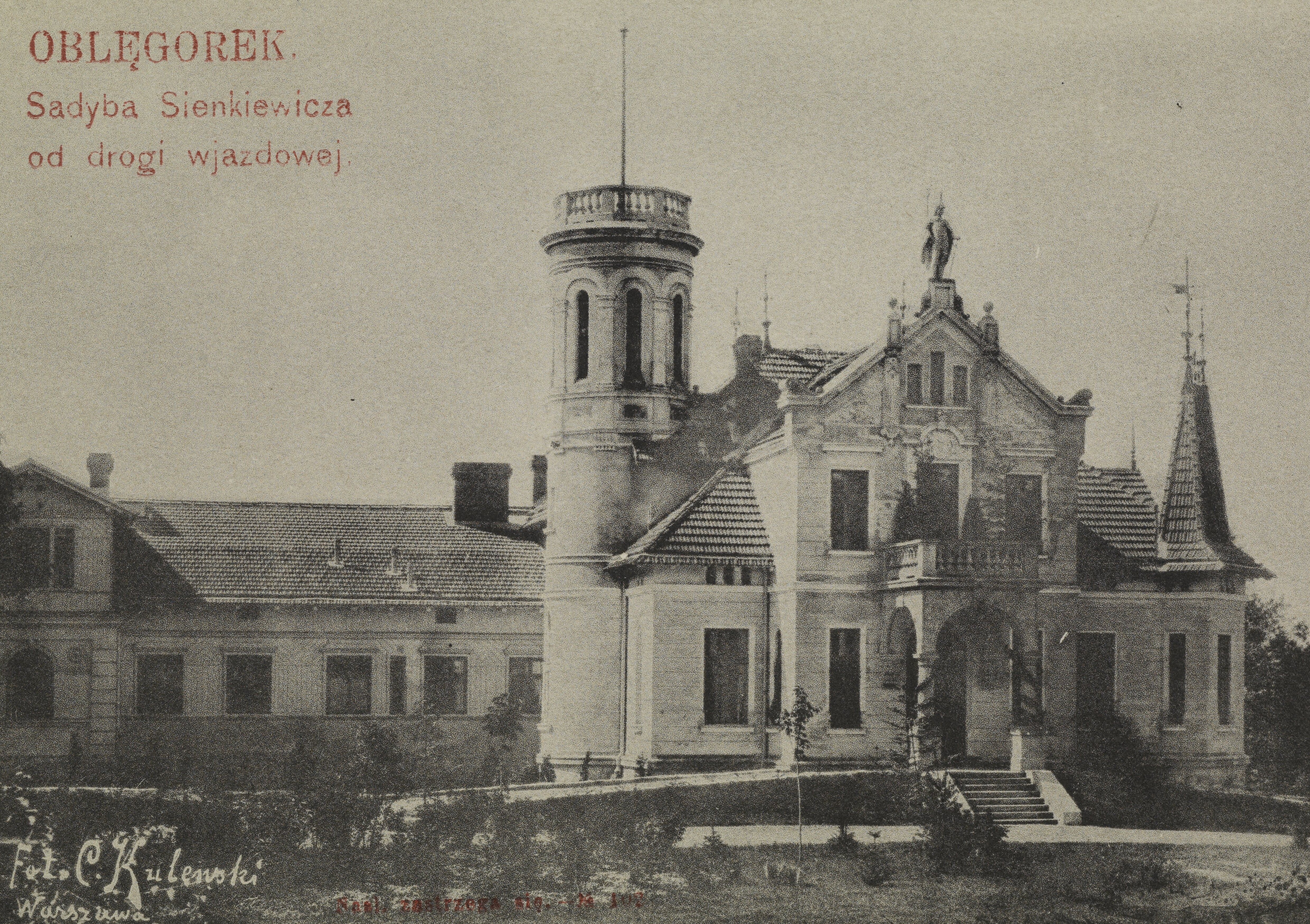
Widok ogólny dworku, około 1902
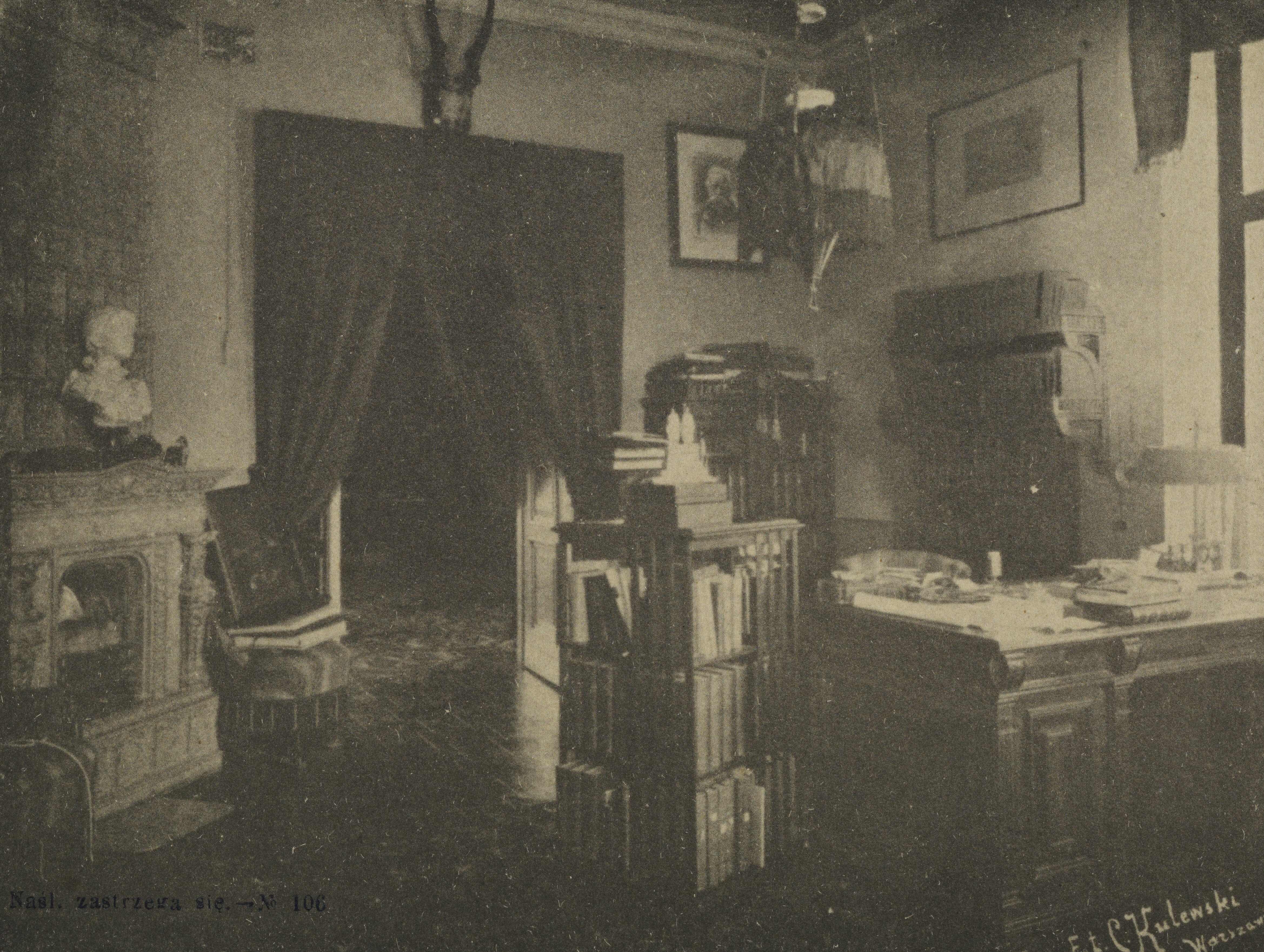
Gabinet Sienkiewicza, około 1902
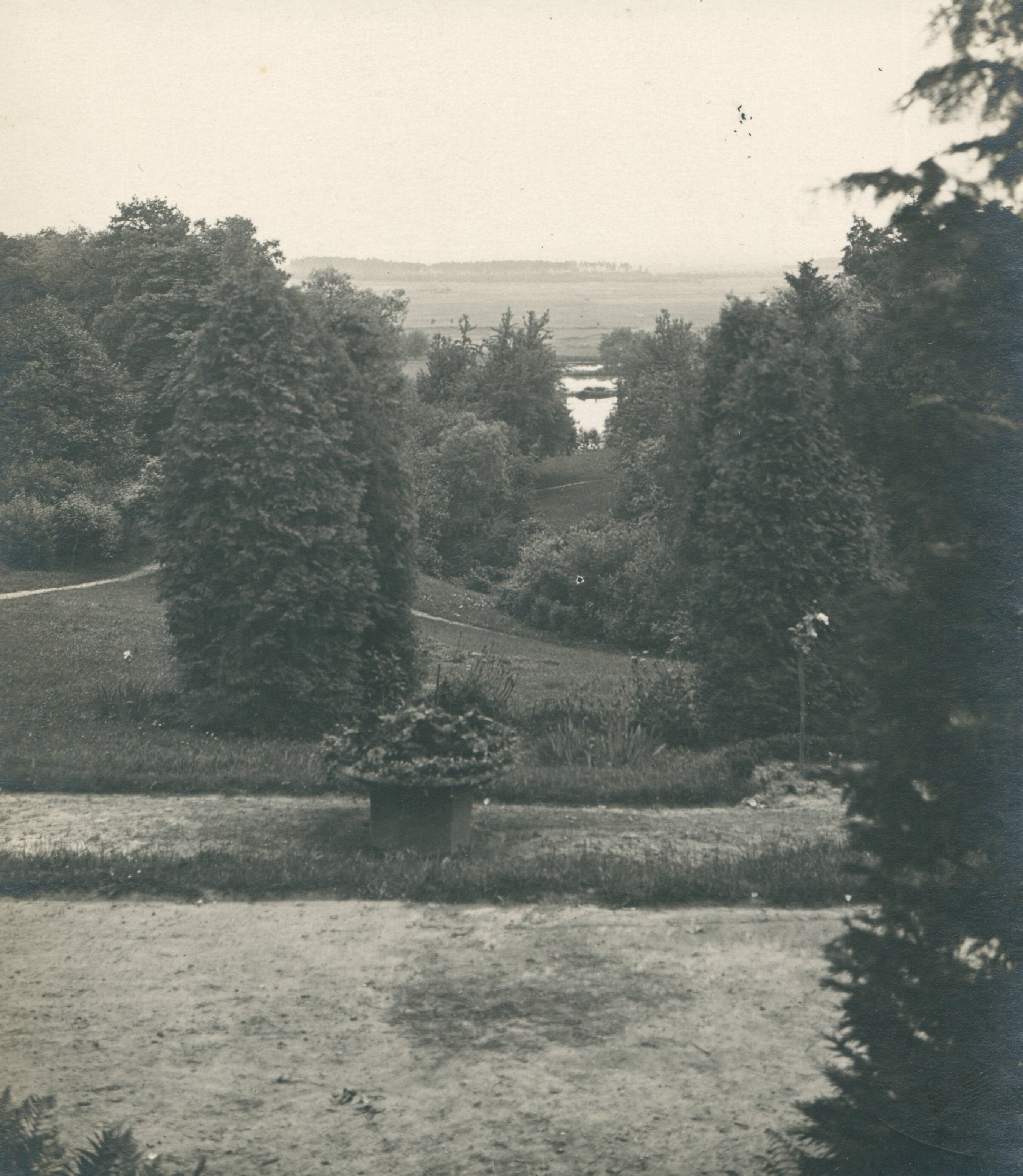
Fragment parku, 1920-1929
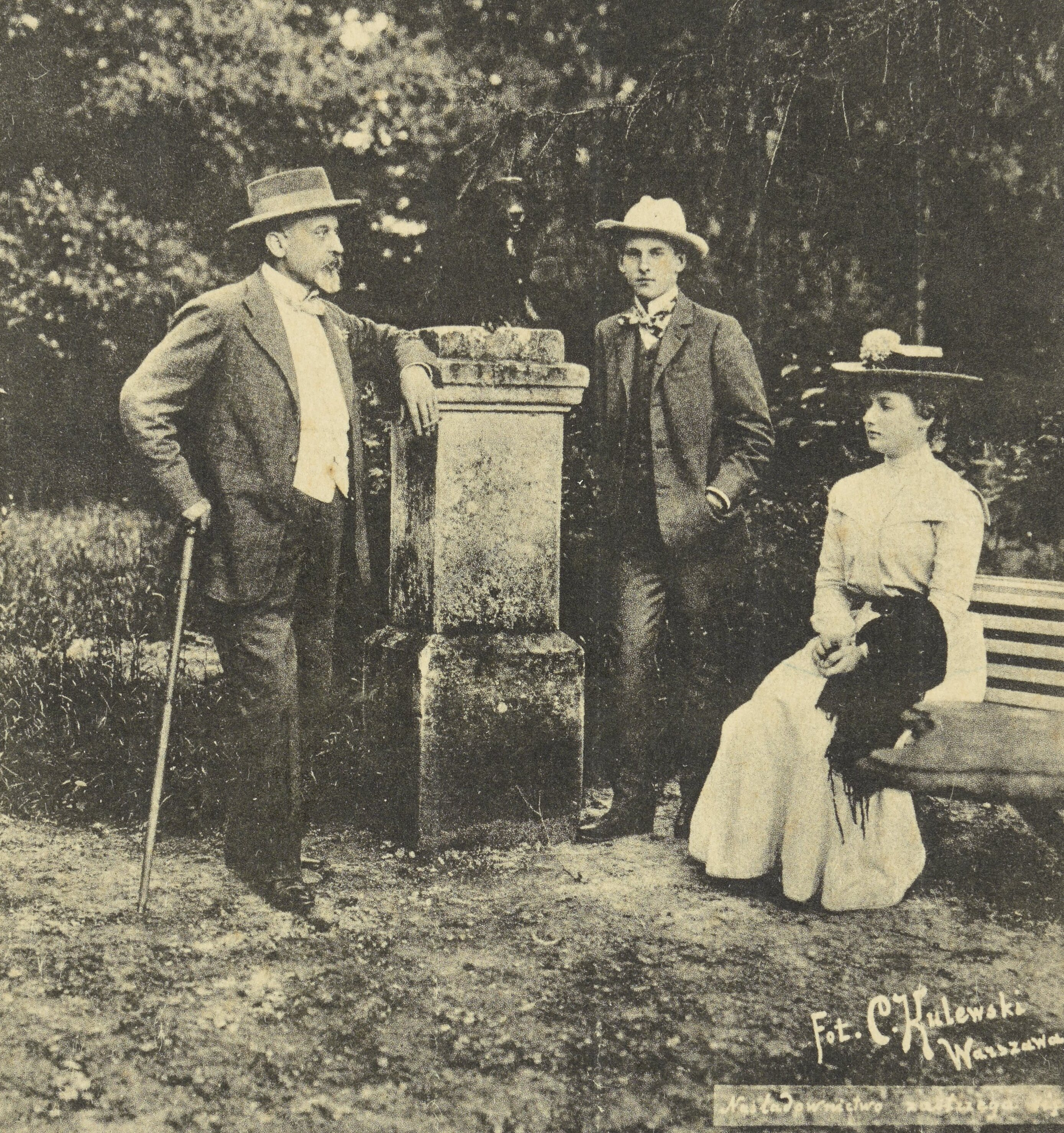
Sienkiewicz z dziećmi, około 1902

## Okres pobytu pisarza
Oblęgorek oczarował mnie zupełnie. Mało jest w Królestwie wiosek tak pięknie położonych...

Do dworku Henryk Sienkiewicz przybył w maju 1902 roku, ruchomości zostały sprowadzone 9 czerwca. Używał go głównie jako miejsce letniego wypoczynku i pracy (na czas nieobecności pisarza dworkiem opiekował się Adam Popławski ze wsi Promnik). W tym okresie Henryk Sienkiewicz pracował m.in. nad powieściami W pustyni i w puszczy, Na polu chwały, jak i nowelą Dwie łąki (1903). W dworku przebywał do jesieni 1914 roku. Opuścił Oblęgorek pod koniec września w wyniku I wojny światowej wyjeżdżając do Szwajcarii drogą przez Kraków i Wiedeń.
Po śmierci pisarza jego żona Maria i syn Henryk Józef zamieszkali na stałe w dworku, gdzie przebywali do 1944 roku. Część zbiorów syn pisarza ukrył wśród mieszkańców Oblęgorka przed Niemcami.
Po zakończeniu II wojny światowej majątek w wyniku nacjonalizacji uległ parcelacji. Dla rodziny po pisarzu pozostawiono pałacyk wraz z 49 ha ziemi.

## Muzeum
Na parterze odtworzony został wygląd i wystrój pomieszczeń z czasów pobytu pisarza. Znajdują się tu gabinet do pracy, w którym dominuje biurko, oraz obrotowa półka i oszklona biblioteka z książkami, na ścianach ozdobą są rodzinne portrety. Salon dla gości z okrągłym stołem i krzesłami przywiezionymi z mieszkania w Warszawie, w rogu umiejscowiony został stolik, przy którym pisarz grywał z gośćmi w karty, na ścianach wiszą płótna różnych malarzy. Pozostałe pomieszczenia to jadalnia, palarnia i sypialnia. Otwarcie dla zwiedzających sypialni nastąpiło w roku 1974. Przy jej rekonstrukcji pomocne okazały się uwagi gospodyni pisarza Marii Lutówny oraz synowej – Zuzanny.
Na piętrze ulokowano ekspozycje poświęcone pisarzowi. Wcześniej zajmowane przez dzieci, obecnie zgromadzone są zbiory biograficzno-literackie. Wystawione tam zostały m.in. dzieła tłumaczone na wiele języków oraz listy i pamiątki osobiste.
W 2007 roku wnuczka po pisarzu Maria Korniłowicz przekazała w testamencie ponad 350 eksponatów wzbogacając muzeum o rodzinne pamiątki, z których większość z nich pozostała w Oblęgorku powiększając liczbę eksponatów.

## Herb, dzieła ze zbiorów muzeum

Herb Oszyk
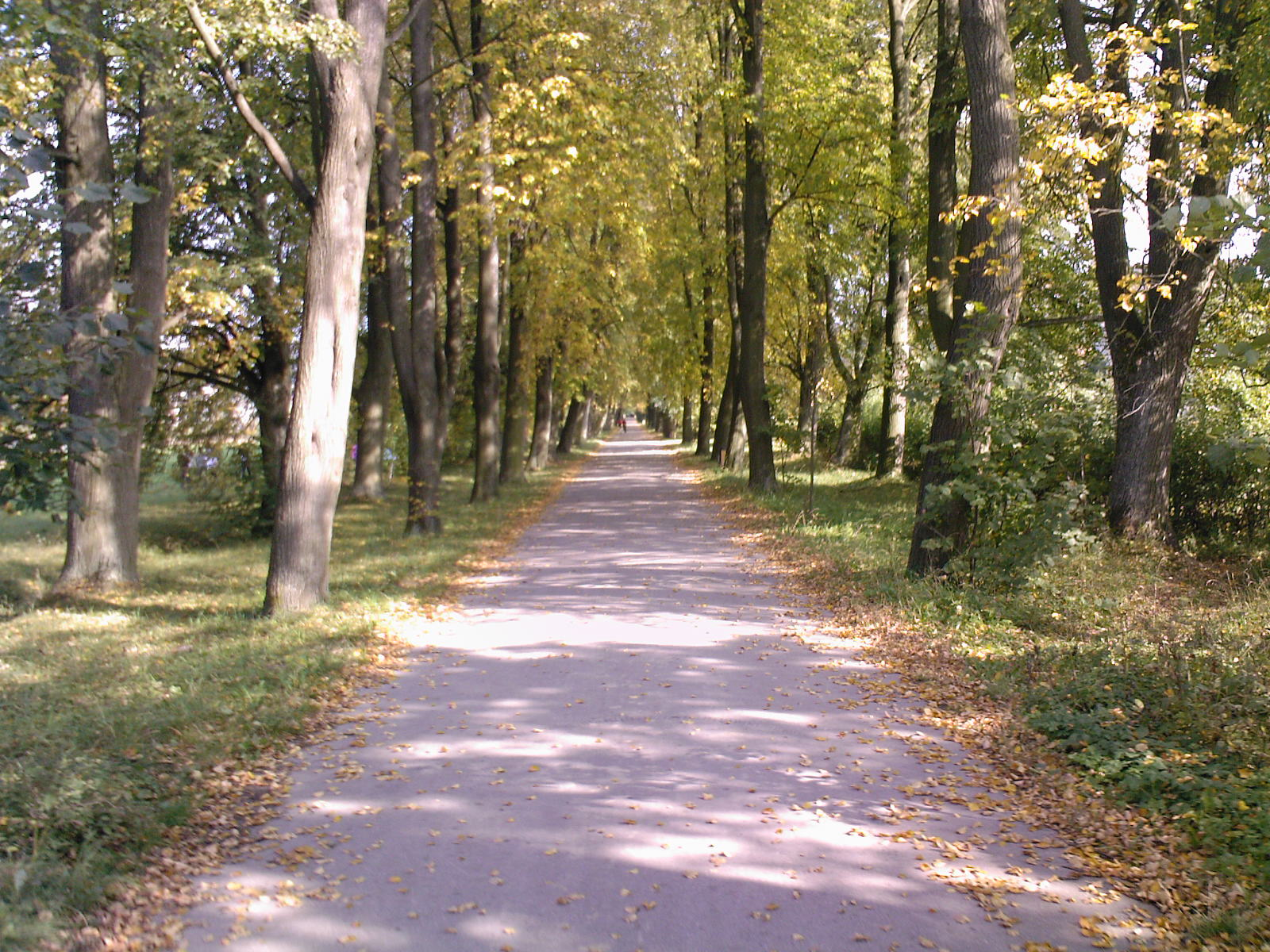
Aleja lipowa do muzeum
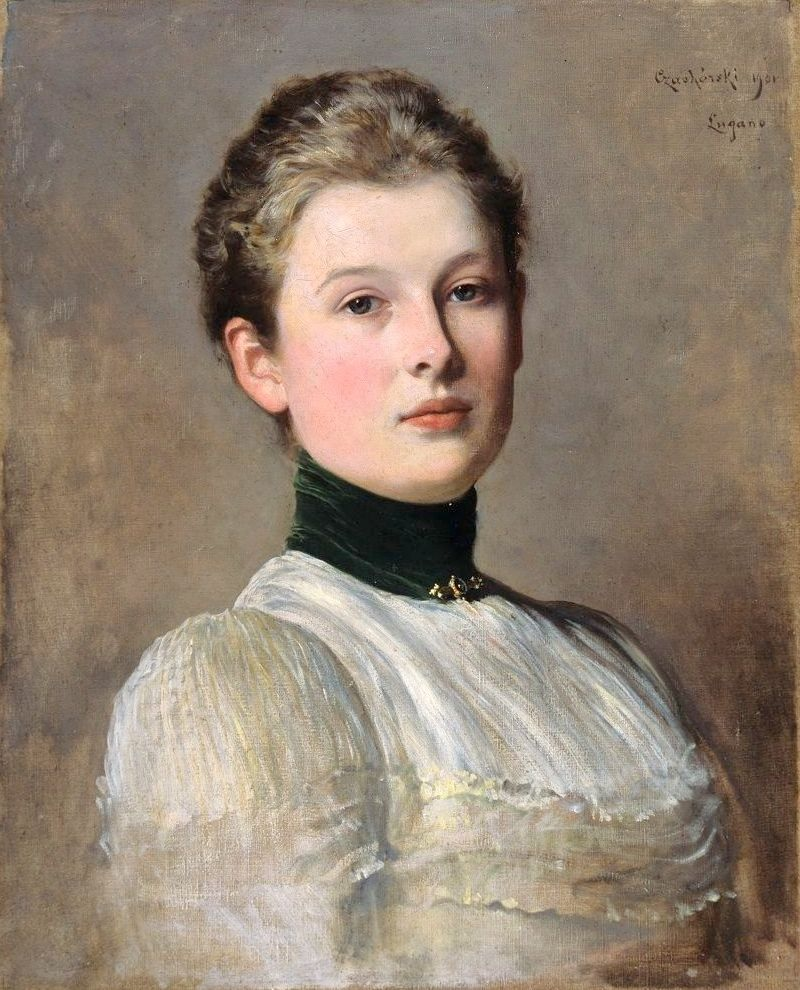
W. Czachórski Portret J. Sienkiewiczówny
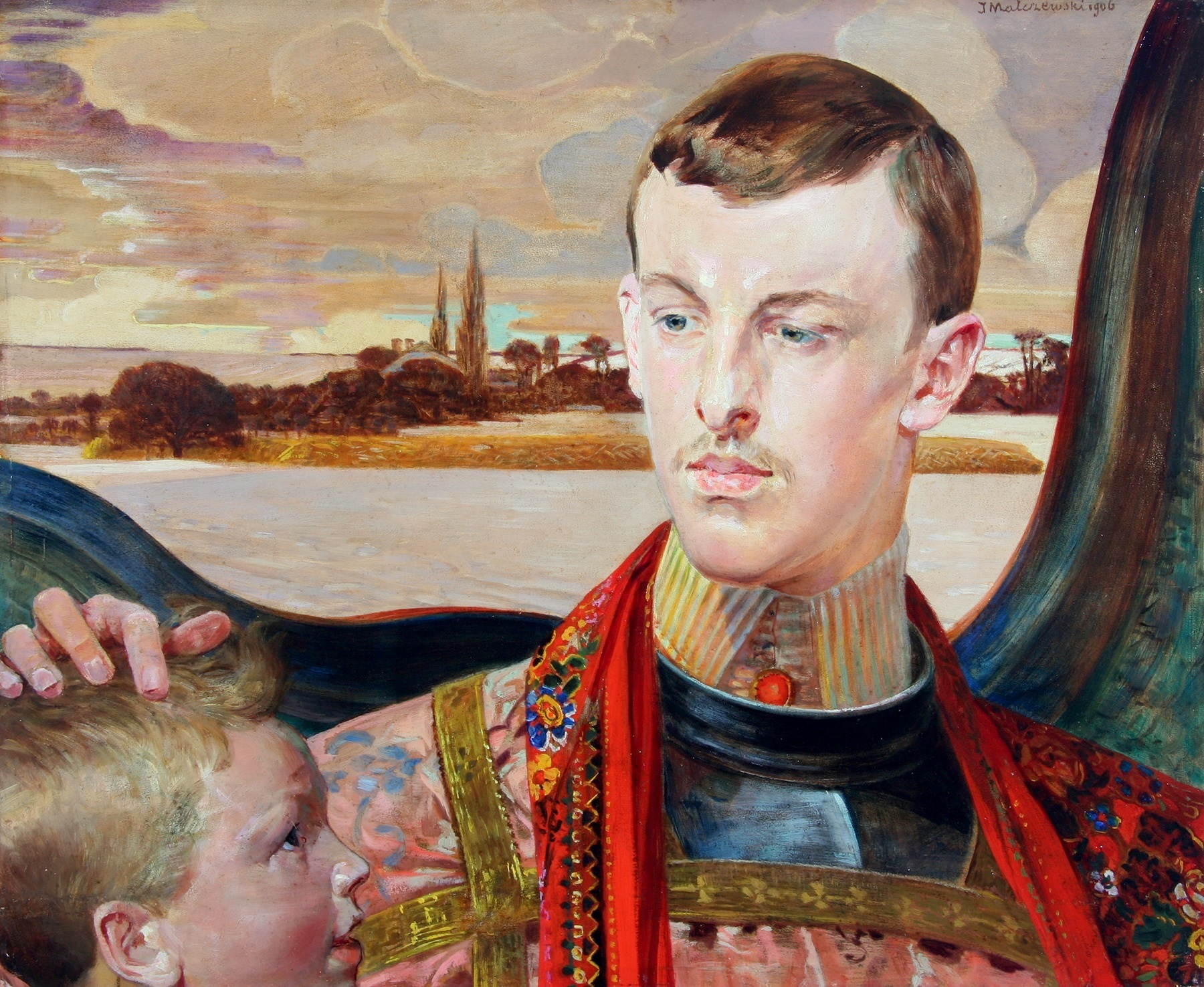
J. Malczewski Henryk Józef Sienkiewicz
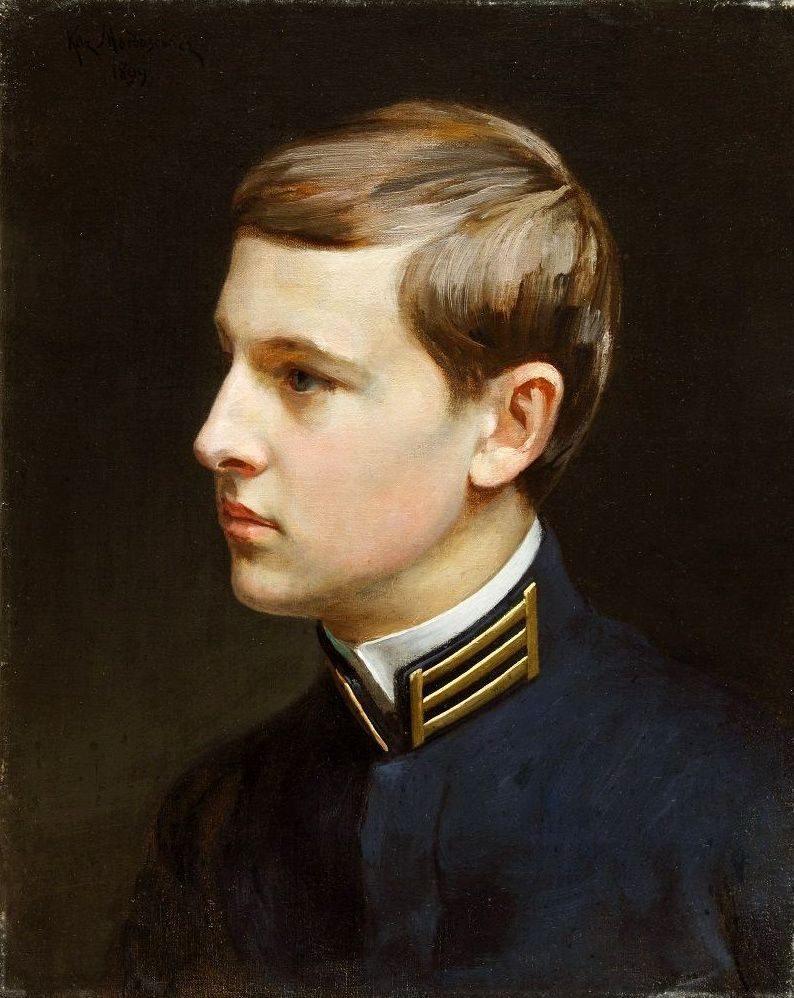
K. Mordasewicz Henryk J. Sienkiewicz
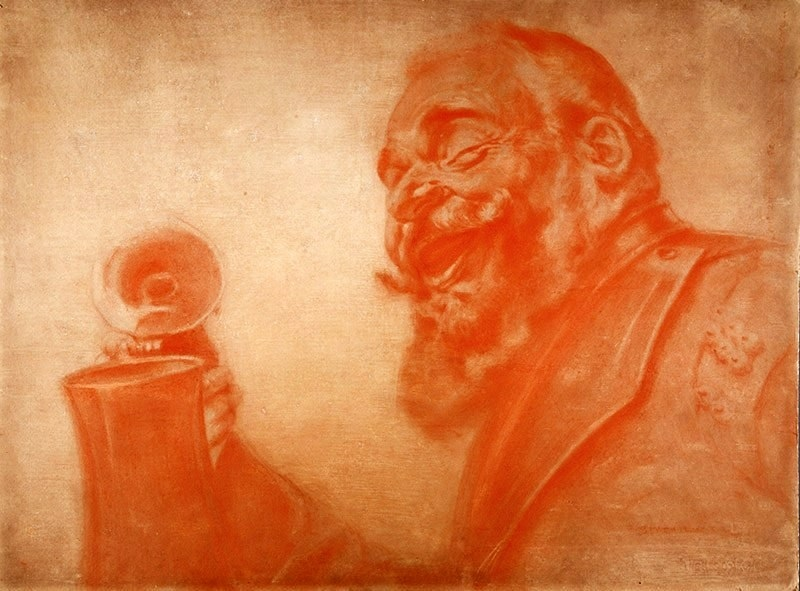
P. Stachiewicz Zagłoba
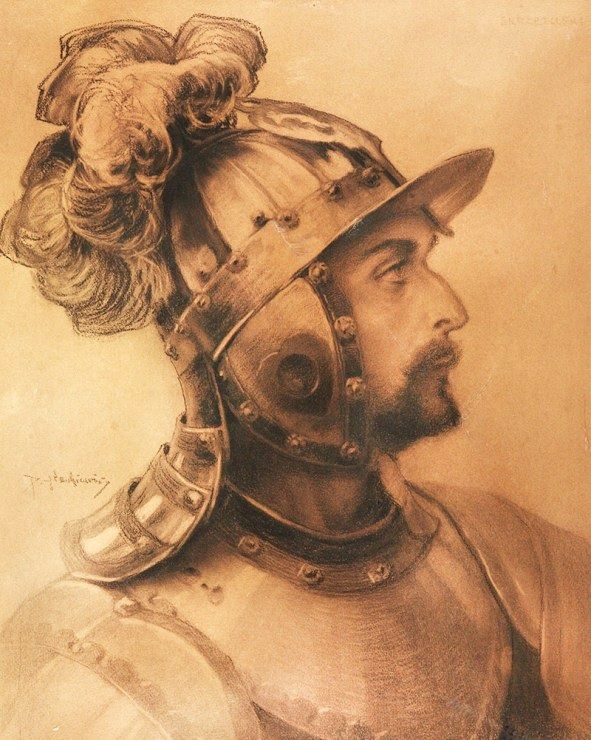
P. Stachiewicz Skrzetuski
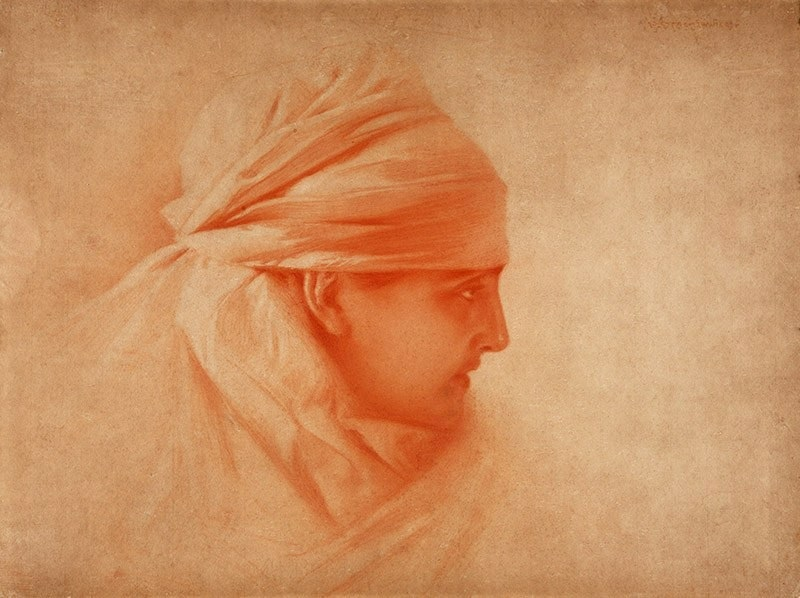
P. Stachiewicz Helena
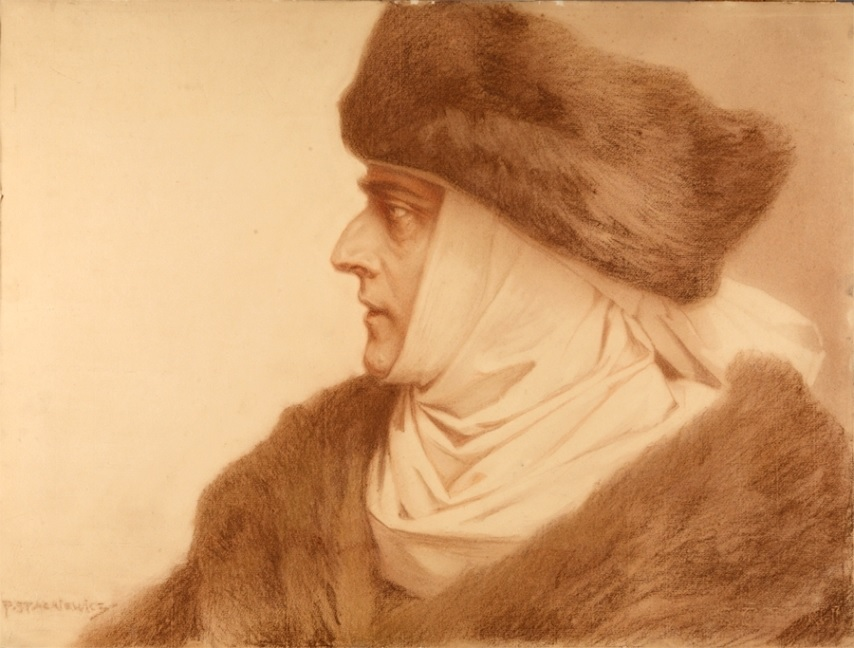
P. Stachiewicz Kn. Kurcewiczowa
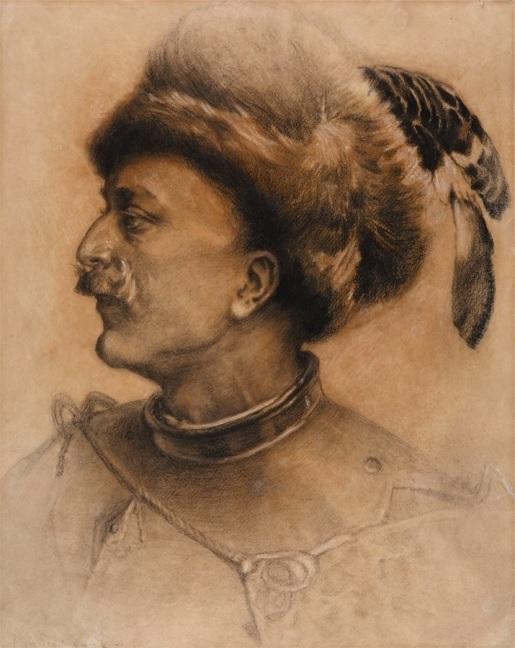
P. Stachiewicz Pan Wołodyjowski

## Działalność muzeum
Muzeum jest organizatorem licznych koncertów, wystaw czasowych, sesji naukowych oraz plenerów malarskich mających na celu popularyzację wiedzy o życiu i twórczości Sienkiewicza. Placówka posiada bogatą ofertę lekcji muzealnych skierowaną do wszystkich grup wiekowych. Jedną z takich wystaw była wystawa Zbigniewa Szczepanka, którego prace – akwarele 14 obrazów z zamkami które zostały opisane w dziełach Sienkiewicza (Trylogia – Ogniem i mieczem, Potop, Pan Wołodyjowski oraz Krzyżacy).
Na jubileusz 50-lecia powstania muzeum został wydany okolicznościowy album Oblęgorek, okolicznościowe karty i znaczki.
Ekspozycje stałe:
- Jubileusz 25-lecia pracy pisarskiej
- Henryk Sienkiewicz w Oblęgorku
- Henryk Sienkiewicz – działacz społeczno-polityczny w kraju i za granicą

Imprezą cykliczną stały się „Wieczory u Pana Henryka” wspierane przez gminę Strawczyn.
Kierownikiem Pałacyku Henryka Sienkiewicza jest dr Łukasz Wojtczak.

## Zabytek
Zespół pałacyku Henryka Sienkiewicza, obejmujący pałacyk oraz park z przełomu XIX/XX w., został wpisany do rejestru zabytków nieruchomych (nr rej.: A.465/1-2 z 17.12.1957, z 24.04.1958, z 28.10.1971 i z 30.05.1972).